# Falun och Kopparbergslagen
För det historiska bergslaget, se Stora Kopparberget
Falun och Kopparbergslagen är ett område som omfattar det historiska industrilandskapet kring Falun och Stora Kopparberget. Kopparbergslagen var en del av Dalabergslagen och utgjordes av socknarna Aspeboda, Enviken, Vika, Stora Kopparbergs socken, Sundborns socken, Svärdsjö socken med Svartnäs, och Torsångs socken samt Falu stad. Samtliga utom Torsång ingår i dag i Falu kommun. Till Falu kommun hör även Bjursås socken i Övre Dalarna.

## Ett världsarv
Världsarvskommittén beslöt den 13 december 2001 att göra det till världsarv,  Sveriges tolfte. Falun och Kopparbergslagen blev upptagen enligt kriterierna ii, iii och v. Motiveringen löd: 

Kriterium ii: 
| ” | Kopparutvinningen i Falun påverkades av tysk teknik, men kom att bli den främsta kopparproducenten på 1600-talet och utövade en grundläggande influens på gruvtekniken i världens alla hörn i två århundraden. | „ |

Kriterium iii: 
| ” | Landskapet kring Falun domineras av koppargruvor och utvinning, vilken började redan på 800-talet och kom till sin ände i slutet av 1900-talet. | „ |

Kriterium v: 
| ” | Den successiva stegen i den ekonomiska och sociala utvecklingen av kopparindustrin i Faluregionen, från en form av byindustri till fullskalig industriproduktion, kan ses i de ofta förekommande industriella, urbana och inhemska lämningarna karakteristiska för denna industri som ännu fortlever. | „ |

I världsarvshuset som ligger vid Falu koppargruva tillhandahålls information om världsarvet Falun.

## Objekt som ingår i världsarvet[2]
- Falu koppargruva med Stora stöten
- Masugnslandskapet runt gruvan med Ingarvshyttan, Syrafabriksvägen och Hyttberget
- Gamla delarna av staden Falun:
  - Stora Kopparbergs kyrka
  - Stora torget med Kristine kyrka och Rådhuset
  - Stora Kopparbergslagens huvudkontor
  - Arbetarbostäderna Elsborg, Gamla Herrgården och Östanfors.
- Landskapet Österå-Bergsgården
- Landskapet kring Hosjö med Linnés bröllopsstuga
- Sundbornsåns dalgång
- Knivaåns dalgång med Staberg och Gamla Staberg

## Galleri

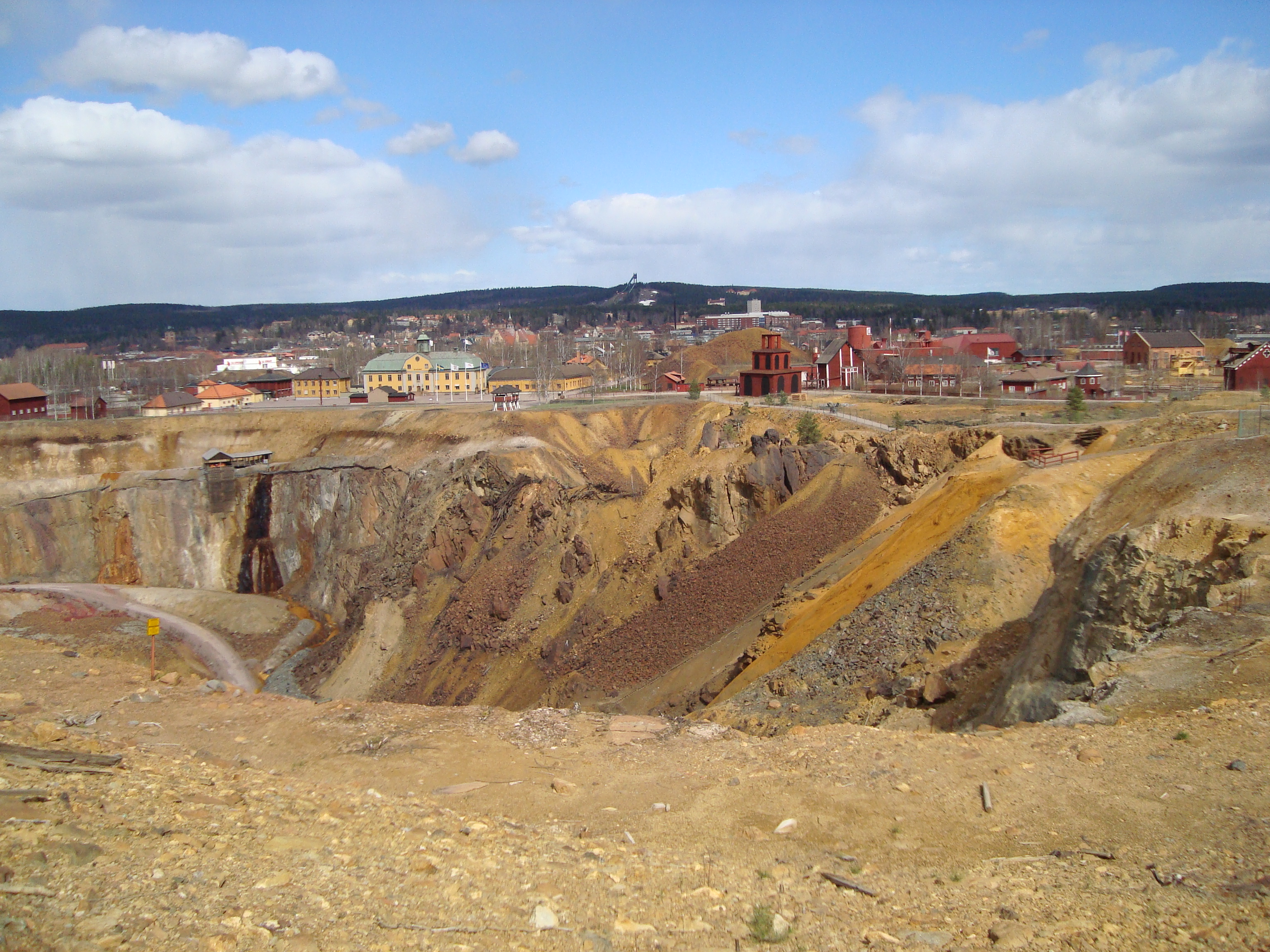
Stora stöten.
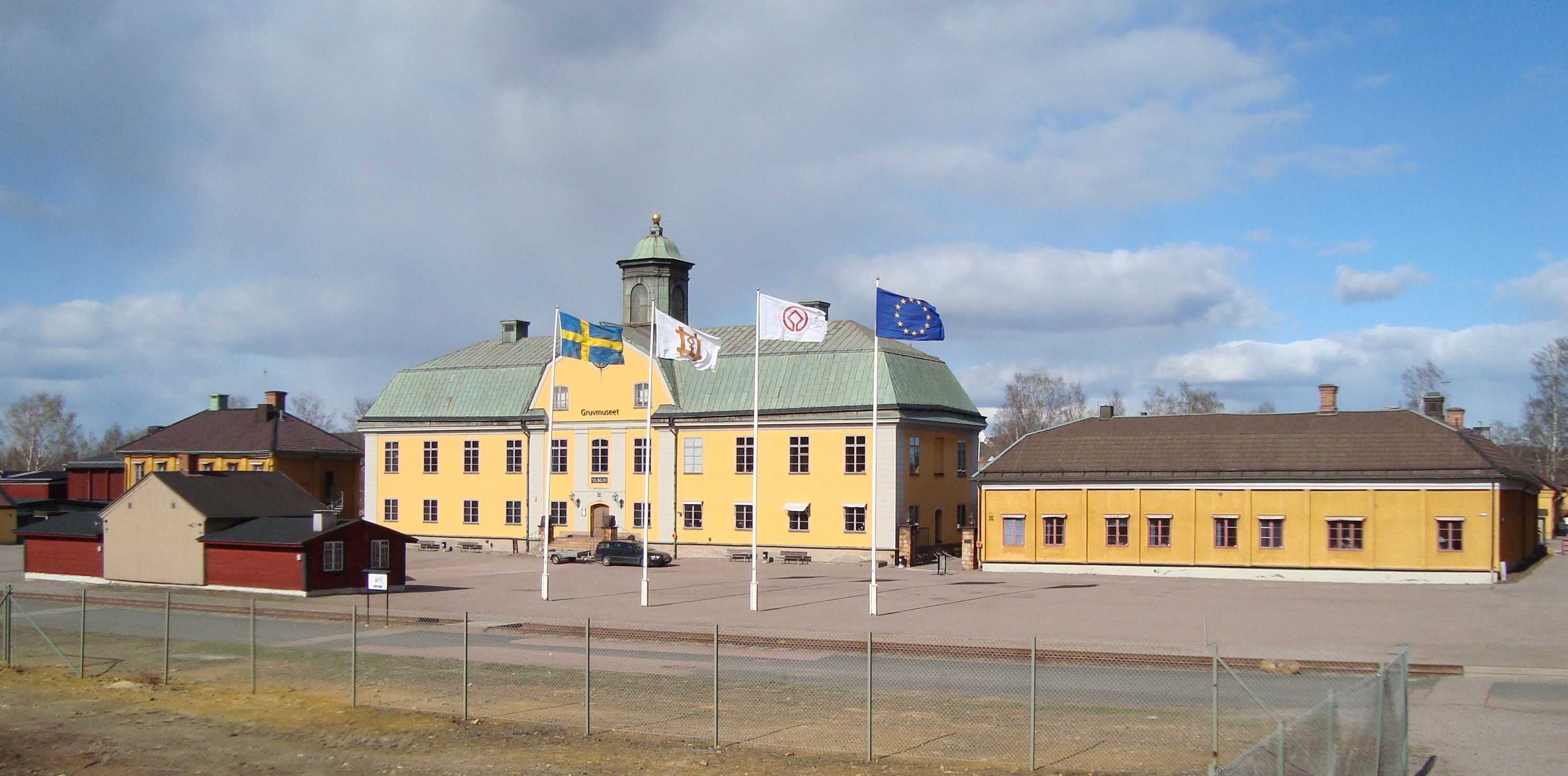
Besöksschaktet, gruvmuseet och Stiftelsen Stora Kopparbergets kontor.
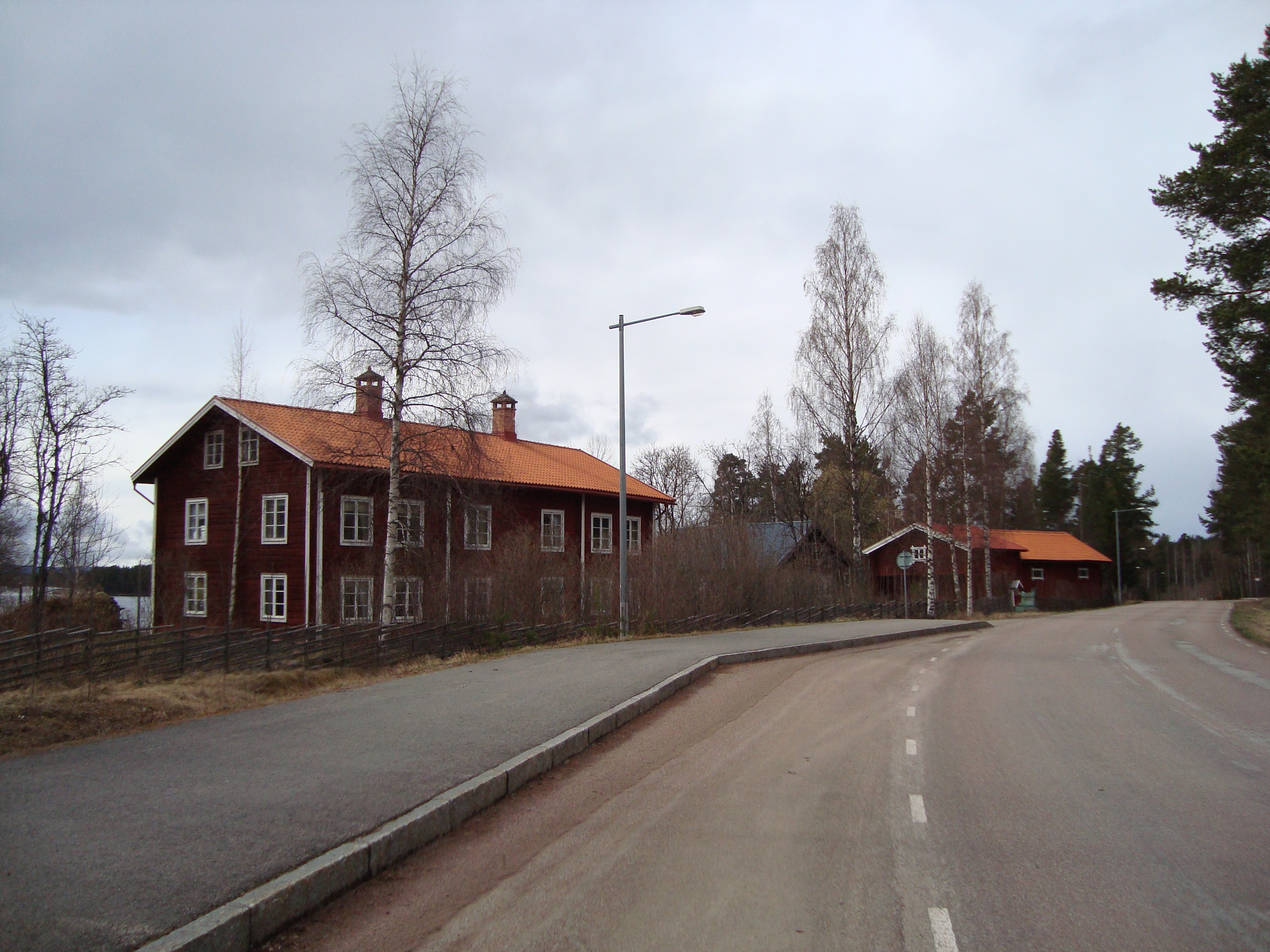
Hult bergsmansgård i världsarvsområdet runt sjön Varpan.
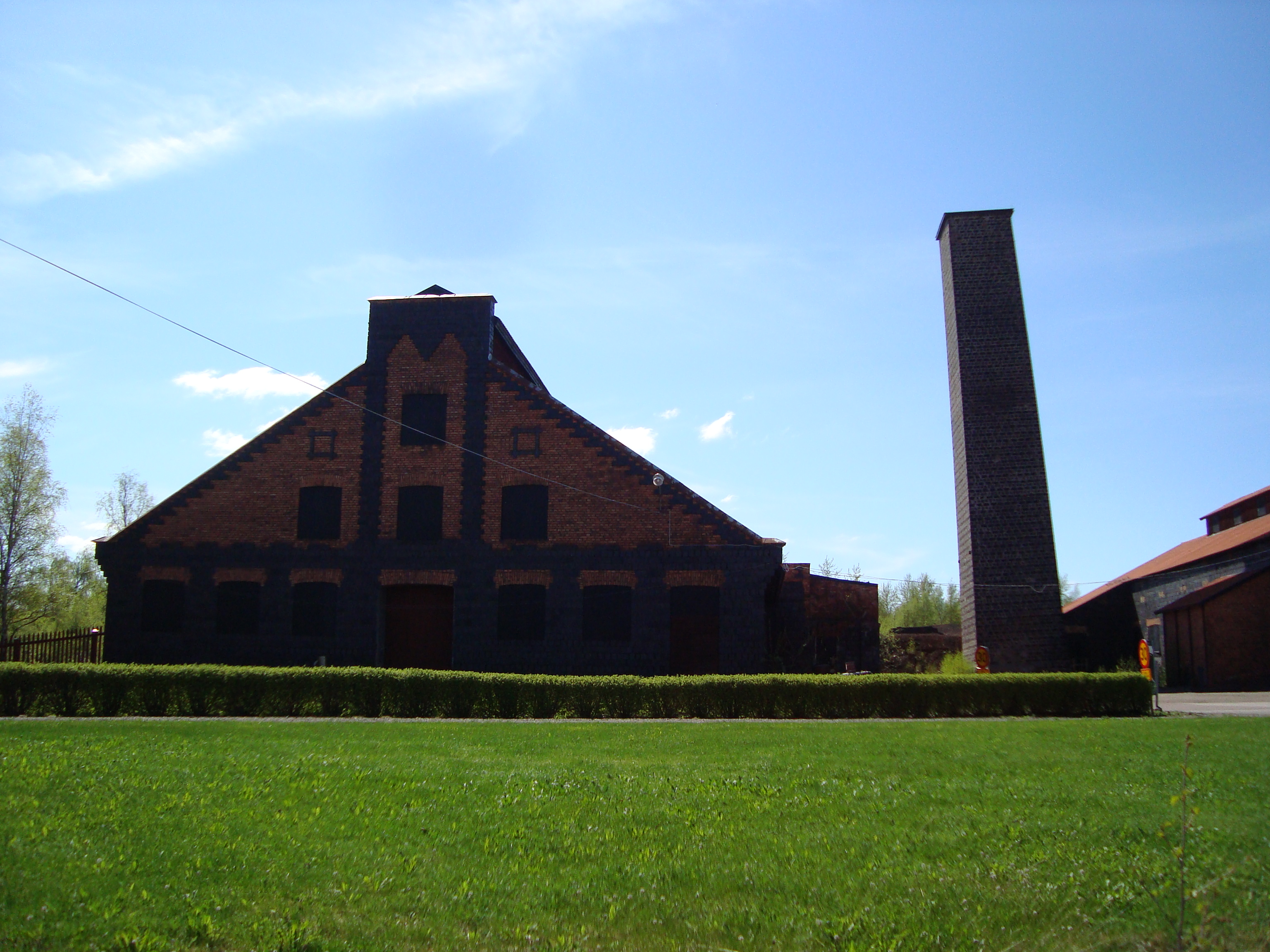
Falu vitriolverk vid Gamla Herrgården.
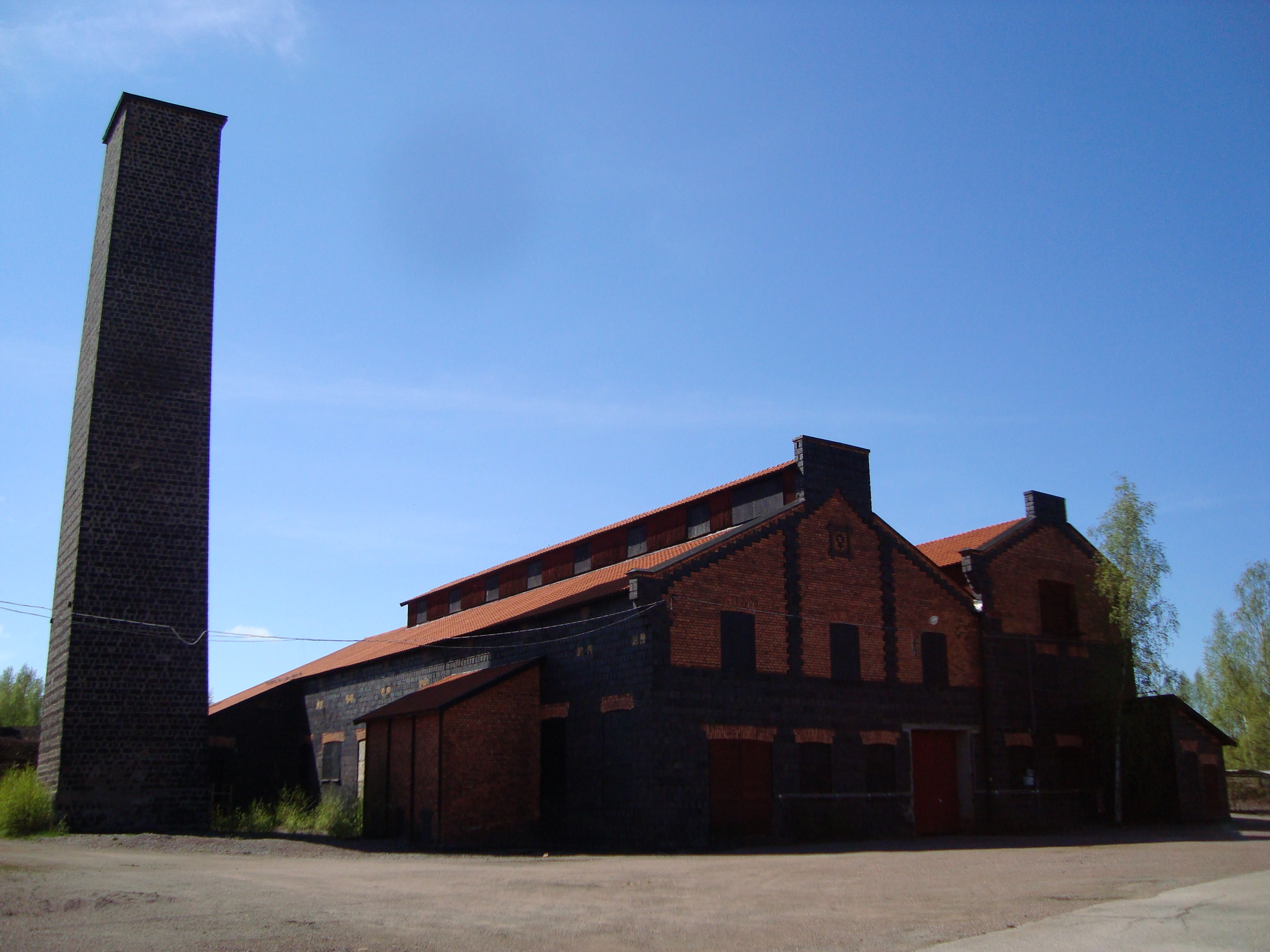
Falu koppar- och zinkverk vid Gamla Herrgården.
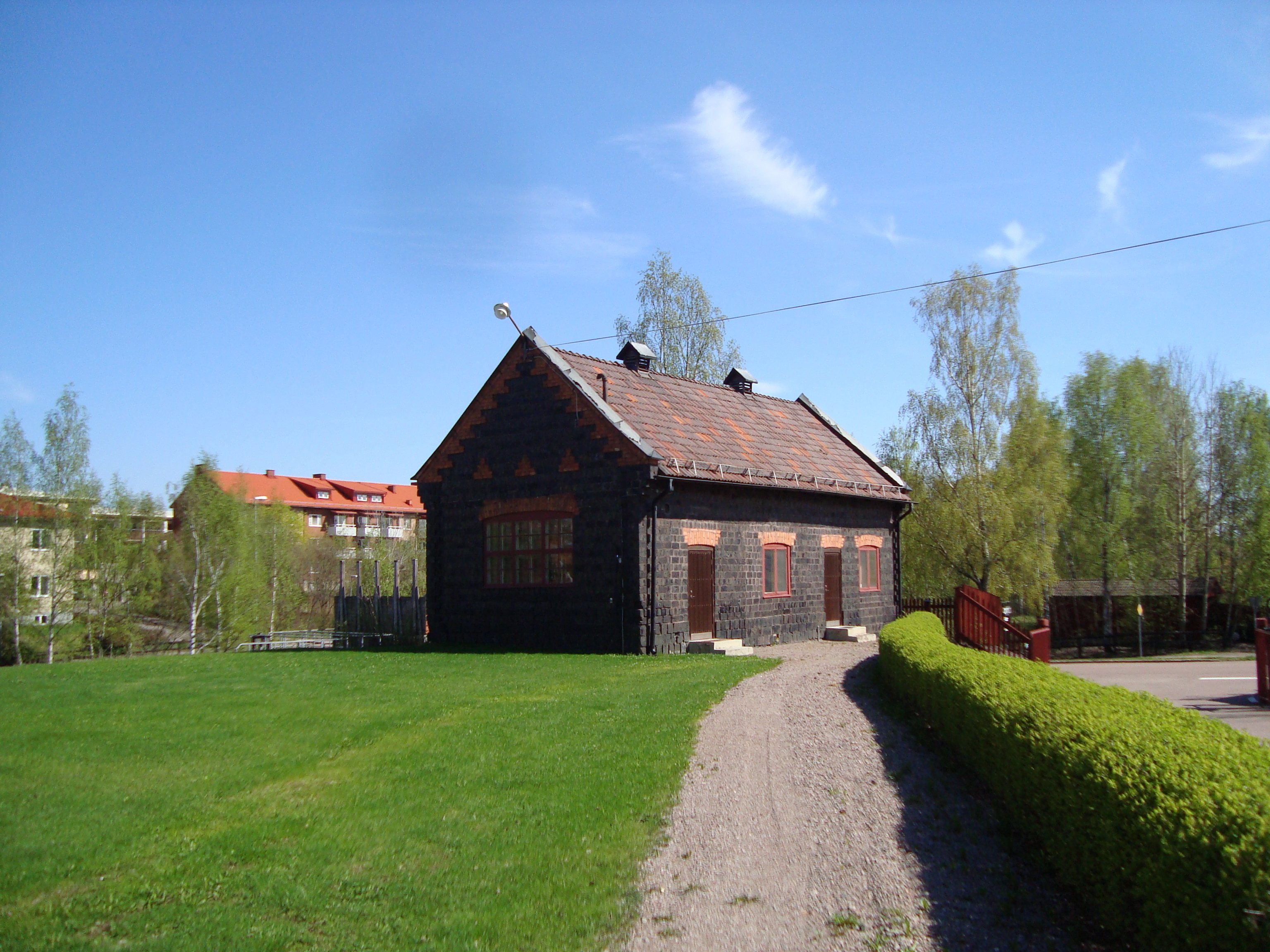
Faluåns kraftstation vid Gamla Herrgården.